# Mirobisium
Genre
Mirobisium est un genre de pseudoscorpions de la famille des Gymnobisiidae.

## Distribution
Les espèces de ce genre se rencontrent au Chili, en Argentine et en Bolivie.

## Liste des espèces
Selon Pseudoscorpions of the World (version 3.0) :
- Mirobisium cavimanum (Beier, 1930)
- Mirobisium chilense Beier, 1964
- Mirobisium dimorphicum Vitali-di Castri, 1970
- Mirobisium minore Vitali-di Castri, 1970
- Mirobisium patagonicum Beier, 1964

## Publication originale
- Beier, 1931 : Neue Pseudoscorpione der U. O. Neobisiinea. Mitteilung aus dem Zoologischen Museum in Berlin, vol. 17, p. 299-318.